# 守屋富生
守屋 富生（もりや とみお、1921年10月11日 - 2007年？）は、日本の英文学者。早稲田大学名誉教授。アーノルド・ベネットを専門とした。

## 人物・来歴
北海道沙流郡（現日高町）出身。1942年早稲田大学文学部英文科入学、1943年学徒出陣し、1944年特別措置で大学を卒業。温祢古丹島に駐留、1945年ポツダム少尉。1946年早大大学院に在籍。1948年東京都立上野高等学校教諭、1953年谷崎精二の世話で早稲田高等学院教諭、1956年早大文学部専任講師、1959年助教授、1964年教授、1972-1974年第二文学部長、1992年定年退任、名誉教授。1996年勲四等旭日小綬章受勲。

## 著書
- 『中学生の英語』池田書店 1952
- 『標準初級英語』池田書店 1954
- 『中学生の英語 基礎から応用まで』東文社 1961
- 『大学入試英語書き換え問題の解き方』旺文社 1968
- 『入試のための英文読解ゼミ30日』吾妻書房 1976
- 『ベネットの故郷 随筆集』旺史社 1996

### 共編著
- 『用例英作文辞典』大内義一共編 池田書店 1957
- 『英文解釈問題精選 パラレルスタディ 要点整理と問題演習』共著 池田書店 1960
- 『現代英文綜合研究』西川正一共著 池田書店 1962

### 翻訳
- アーノルド・ベネット『作家の真実』吾妻書房 1981
- 『アーノルド・ベネットと五つの町』訳著 旺史社 1992

## 論文
- Cinii